# Englische Cricket-Nationalmannschaft in Simbabwe in der Saison 2004/05
Die Tour der englischen Cricket-Nationalmannschaft nach Simbabwe in der Saison 2004/05 fand vom 28. November bis zum 5. Dezember 2004 statt. Die internationale Cricket-Tour war Bestandteil der Internationalen Cricket-Saison 2004/05 und umfasste vier ODIs. England gewann die Serie 4–0.

## Vorgeschichte
Simbabwe spielte zuvor ein Drei-Nationen-Turnier in Pakistan, für England war es die erste Tour der Saison.
Das letzte Aufeinandertreffen der beiden Mannschaften bei einer Tour fand in der Saison 2003 in England statt.
Im Januar 2014 wurde bekannt, dass England sich auf Grund der Menschenrechtslage in Simbabwe darauf vorbereitete von der geplanten Tour zurückzuziehen.
Der ICC lehnte die Absage ab und drohte im Falle einer Absage den englischen Verband zu verklagen.
Die englische Regierung wies den englischen Verband an die Tour nicht durchzuführen, allerdings sorgte die Drohung des Weltverbandes eine Suspendierung und eine Millionen-Strafe auszusprechen dafür, dass die Tour dennoch im April bestätigt wurde.
Zur gleichen Zeit geriet der simbabwische Verband in Probleme, nachdem mehrere Spieler suspendiert wurden, die sich gegen die Absetzung des Kapitäns Heath Streak gewandt hatten.
Auch dieser Vorfall bedrohte die Tour, da der Weltverband ins Auge fasste Simbabwe zu suspendieren und untersuchte den Fall.
Es sollte bis zum Oktober dauern, bis es eine Einigung zwischen dem simbabwischen Verband und dem Weltverband gab.
So fand die Tour statt, auch wenn englische Spieler, wie Steve Harmison, sich weigerten an dieser teilzunehmen.

## Stadien
Die folgenden Stadien wurden für die Tour als Austragungsort vorgesehen.
| Stadion            | Stadt    | Kapazität | Spiele      |
| ------------------ | -------- | --------- | ----------- |
| Queens Sports Club | Bulawayo | 9.000     | 3. & 4. ODI |
| Harare Sports Club | Harare   | 10.000    | 1. & 2. ODI |

## Kaderlisten
England benannte seinen Kader am 28. September 2004.
Simbabwe benannte seinen Kader am 20. November 2004.
| ODI | ODI |
| Simbabwe | England |
| --- | --- |
| - Tatenda Taibu (K & wk) - Elton Chigumbura - Dion Ebrahim - Gavin Ewing - Douglas Hondo - Hamilton Masakadza - Stuart Matsikenyeri - Chris Mpofu - Mluleki Nkala - Tinashe Panyangara - Ed Rainsford - Donald Samunderu - Vusi Sibanda - Brendan Taylor - Prosper Utseya - Mark Vermeulen | - Michael Vaughan (K) - James Anderson - Gareth Batty - Ian Bell - Paul Collingwood - Ashley Giles - Darren Gough - Geraint Jones (wk) - Simon Jones - Kevin Pietersen - Matt Prior (wk) - Vikram Solanki - Andrew Strauss - Alex Wharf |

## One-Day Internationals

### Erstes ODI in Harare
| 28. November Scorecard | Harare | Simbabwe 195 (49.3)           | – | England 197-5 (47.4) |
|                        |        | England gewinnt mit 5 Wickets |   |                      |

### Zweites ODI in Harare
| 1. Dezember Scorecard | Harare | England 263-6 (50)           | – | Simbabwe 102 (36) |
|                       |        | England gewinnt mit 161 Runs |   |                   |

### Drittes ODI in Bulawayo
| 4. Dezember Scorecard | Bulawayo | Simbabwe 238-7 (50)           | – | England 239-2 (43.1) |
|                       |          | England gewinnt mit 8 Wickets |   |                      |

### Viertes ODI in Bulawayo
| 5. Dezember Scorecard | Bulawayo | England 261-6 (50)          | – | Simbabwe 187 (48.4) |
|                       |          | England gewinnt mit 74 Runs |   |                     |

## Statistiken
Die folgenden Cricketstatistiken wurden bei dieser Tour erzielt.
| ODIs                | ODIs       | ODIs    | ODIs    | ODIs    | ODIs    | ODIs    | ODIs    | ODIs    |
| Batting             | Batting    | Batting | Batting | Batting | Batting | Batting | Batting | Batting |
| Spieler             | Mannschaft | Spiele  | Innings | Runs    | Average | HS      | 100s    | 50s     |
| ------------------- | ---------- | ------- | ------- | ------- | ------- | ------- | ------- | ------- |
| Michael Vaughan     | England    | 4       | 4       | 211     | 105,50  | 90*     | 0       | 3       |
| Ian Bell            | England    | 4       | 4       | 163     | 40,75   | 75      | 0       | 2       |
| Geraint Jones       | England    | 4       | 3       | 153     | 76,50   | 80      | 0       | 2       |
| Vikram Solanki      | England    | 3       | 3       | 149     | 49,66   | 100     | 1       | 0       |
| Dion Ebrahim        | Simbabwe   | 4       | 4       | 122     | 30,50   | 65      | 0       | 1       |
| Bowling             |            |         |         |         |         |         |         |         |
| Spieler             | Mannschaft | Spiele  | Overs   | Wickets | Average | BBI     | 5W      | 10W     |
| Darren Gough        | England    | 3       | 23.3    | 7       | 13,14   | 4/34    | 0       | 0       |
| Alex Wharf          | England    | 4       | 30      | 7       | 15,14   | 4/24    | 0       | 0       |
| Stuart Matsikenyeri | Simbabwe   | 4       | 34      | 7       | 18,42   | 2/33    | 0       | 0       |
| Ashley Giles        | England    | 3       | 27      | 5       | 18,60   | 2/12    | 0       | 0       |
| Paul Collingwood    | England    | 4       | 36      | 5       | 24,20   | 3/16    | 0       | 0       |

## Player of the Series
Als Player of the Series wurden die folgenden Spieler ausgezeichnet.
| Serie | Player of the Series |
| ----- | -------------------- |
| ODI   | Michael Vaughan      |

### Player of the Match
Als Player of the Match wurden die folgenden Spieler ausgezeichnet.
| Spiel  | Player of the Match |
| ------ | ------------------- |
| 1. ODI | Ian Bell            |
| 2. ODI | Kevin Pietersen     |
| 3. ODI | Vikram Solanki      |
| 4. ODI | Geraint Jones       |